# お砂糖
お砂糖（おさとう）とは、ソーシャルVRの中でのカップル関係のことを表すスラングである。
主にVRChatなどのソーシャルVR上で行われる恋愛や恋人関係、およびそのことを指して使われるが、現実世界の恋愛とは一線を画したまた別の関係性であると考えるユーザーもいる。
また、お砂糖関係を解消することをお塩という。

## メタバースにおける恋愛
2023年にバーチャル美少女ねむとリュドミラ・ブレディキナによって行われた公開アンケート調査では、41%のユーザーがソーシャルVR上で恋をしたことがあると答えた。またお砂糖の関係性になったことのあるユーザーは30%であった。恋愛において、相手のVR上ではない物理現実の性は重要でないと答えた回答の割合は67%となった。また、バーチャル空間でのお砂糖関係は現実と一線を画した関係で、現実での関係はその限りではないと考えるユーザーも多い。また、VRで恋人を持ったことのあるユーザーの割合は総プレイ時間と相関が見られる。
一般に成人であれば、女性の方が男性よりもパーソナルスペースが小さい傾向があり、これは物理性に関わらないアバターであっても同様の傾向が感じられること。ソーシャルVRでは、物理性別に関わらず8割前後のユーザーが女性型アバターを使い、特に日本ではいわゆるバ美肉文化が深く浸透している事。そして、ソーシャルVRではアバターの見た目や性別、声を自由に変えられる事、現実世界の恋愛で重視される物理的な性別や見た目、社会的地位より物理的な性に依存しない「かわいさ」や性格が動機になってお砂糖に発展するケースが多く見られる事などというような特性から、お砂糖カップルはヘテロセクシュアルの男性同士で構成されている場合も多く、むしろ異性とお砂糖関係を持つことに抵抗のあるユーザーも一定数いる。